# Vlaho Kalendin
Vlaho Kalendin (Dubrovnik 14. stoljeće, hrvatski graditelj).
Vlaho Kalendin, dubrovački graditelj. 1326. godine pozvan je sa zadarskim graditeljem Lipšom Prvoslavovim u Trebinje da gradi crkvu Obradu Vojkiniću.